# Nodul rutier Cronenbourg
Nodul rutier Cronenbourg sau Nodul rutier Wacken este un nod rutier situat la nord de Strasbourg, în Alsacia. Nodul rutier permite conexiunea între autostrăzile A4, A35 și accesul la nord-vestul aglomerației Strasbourg.

## Drumuri deservite
- A4: către Metz și Paris;
- A35: către Colmar;
- M2350: către cartierul Wacken și Schiltigheim;
- Strada Marché Gare (RD 41): către cartierul Cronenbourg.